# 海南锥花
海南锥花（学名：Gomphostemma hainanense），为唇形科锥花属下的一个植物种。